# Раймон Роже I де Комменж (виконт Кузерана)

Кузеран на карте Гаскони

Раймон Роже I де Комменж (Raymond Roger I de Comminges) (род. ок. 1310, ум. между 21 января и 18 апреля 1359) — виконт Кузерана и Брюникеля.
Предполагается, что он — сын Роже IV де Комменжа, виконта Кузерана (о нём нет никаких исторических сведений; в некоторых источниках говорится, что он правил в 1316-1341 гг.).
Участвовал в Столетней войне на стороне французского короля (в составе отряда графа де Комменжа) (в хрониках Фруассара указан как виконт де Брюникель). Попал в плен в битве при Обероше (22.10.1345), освобождён за выкуп (17 декабря 1346 г. герцог Бурбонский, королевский наместник в Лангедоке, выдал ему на эти цели 2000 турских ливров).
Первым браком (свадьба между ноябрём 1328 и январём 1329) был женат на Маргарите де Брюникель (ум. 1332/1334), дочери виконта Рено де Брюникеля и его первой жены Бреды де Гот). Приданое — 500 турских ливров ренты. Маргарите принадлежала ¼ часть виконтства Брюникель — наследство от отца, умершего в 1328 г.
От неё дочь Сесиль, умершая в молодом возрасте.
Бурдес (A. de Bourdès, Bruniquel de Quercy: château et vicomtes, Albi, 1914.) предполагает, что Раймон Роже I унаследовал её часть виконтства Брюникель, доставшуюся ей от матери.
В 1358 году он за 19 тысяч золотых флорентийских флоринов купил у Бертранды — сестры своей первой жены её часть (3/4) виконтства Брюникель. После смерти Бертранды (1362) эта сумма была снижена до 8500 флоринов по соглашению между мужем покойной и опекунами его зятя Раймона Роже II де Комменжа — сына Раймона Роже I.
Вторая жена (свадьба не ранее 1334) — Мата д’Арманьяк (1317/19 — ?), дочь Гастона д’Арманьяка, виконта Фезансагэ, и его второй жены Индии де Комон. От неё сын:
- Раймон Роже II де Комменж (ум. 1392), виконт Кузерана и ¼ части Брюникеля.

Третья жена — Леонора де Пальярс, возможно — дочь графа Пальярса Арно Роже II де Матаплана и его первой жены Амаланды де Рокаберти. От неё сын:
- Роже Роже де Комменж (ум. между 21 ноября 1401 и и 23 марта 1402), по завещанию отца получил ¾ виконтства Брюникель.